# العلاقات المالاوية النيبالية
العلاقات المالاوية النيبالية هي العلاقات الثنائية التي تجمع بين مالاوي ونيبال.

## مقارنة بين البلدين
هذه مقارنة عامة ومرجعية للدولتين:
| وجه المقارنة                                              | مالاوي                     | نيبال                               |
| --------------------------------------------------------- | -------------------------- | ----------------------------------- |
| المساحة (كم2)                                             | 118.48 ألف                 | 147.18 ألف                          |
| عدد السكان (نسمة)                                         | 18.62 مليون                | 29.40 مليون                         |
| الكثافة السكانية (ن./كم²)                                 | 157.16                     | 199.76                              |
| العاصمة                                                   | ليلونغوي، زومبا            | كاتماندو                            |
| اللغة الرسمية                                             | لغة إنجليزية، لغة الشيشيوا | اللغة النيبالية                     |
| العملة                                                    | كواشا ملاوية               | روبية نيبالية                       |
| الناتج المحلي الإجمالي (بليون دولار)                      | 6.30 مليار                 | 24.47 مليار                         |
| الناتج المحلي الإجمالي (تعادل القوة الشرائية) بليون دولار | 22.43 مليار                | 70.20 مليار                         |
| الناتج المحلي الإجمالي الاسمي للفرد دولار أمريكي          | 338                        | 743                                 |
| الناتج المحلي الإجمالي للفرد دولار أمريكي                 | 1.20 ألف                   | 2.37 ألف                            |
| مؤشر التنمية البشرية                                      | 0.445                      | 0.548                               |
| رمز المكالمات الدولي                                      | +265                       | +977                                |
| رمز الإنترنت                                              | .mw                        | .np                                 |
| المنطقة الزمنية                                           | ت ع م+02:00                | ت ع م+05:45، التوقيت الموحد لنيبال ‏ |

## منظمات دولية مشتركة
يشترك البلدان في عضوية مجموعة من المنظمات الدولية، منها:
| علم المنظمة | اسم المنظمة                                                | تاريخ انضمام مالاوي | تاريخ انضمام نيبال |
| ----------- | ---------------------------------------------------------- | ------------------- | ------------------ |
|             | مؤسسة التنمية الدولية                                      | 19 يوليو 1965       | 6 مارس 1963        |
|             | يونسكو                                                     | 27 أكتوبر 1964      | 1 مايو 1953        |
|             | مؤسسة التمويل الدولية                                      | 19 يوليو 1965       | 7 يناير 1966       |
|             | منظمة حظر الأسلحة الكيميائية                               | ?                   | ?                  |
|             | الأمم المتحدة                                              | 1 ديسمبر 1964       | 14 ديسمبر 1955     |
|             | منظمة الشرطة الجنائية الدولية                              | ?                   | ?                  |
|             | البنك الدولي للإنشاء والتعمير                              | 19 يوليو 1965       | 6 سبتمبر 1961      |
|             | الاتحاد البريدي العالمي                                    | ?                   | ?                  |
|             | المركز الدولي لتسوية المنازعات الاستشارية                  | 14 أكتوبر 1966      | 6 فبراير 1969      |
|             | وكالة ضمان الاستثمار متعدد الأطراف                         | 12 أبريل 1988       | 9 فبراير 1994      |
|             | العملية المشتركة للاتحاد الأفريقي والأمم المتحدة في دارفور | ?                   | ?                  |
|             | منظمة التجارة العالمية                                     | ?                   | ?                  |

## وصلات خارجية
- موقع وزارة الخارجية النيبالية